# پالا ۱۹۲۱
سیارک ۱۹۲۱ (به انگلیسی: 1921 Pala، نامگذاری:1973SE) هزار و نهصد و بیست و یکمین سیارک کشف شده‌است که در ۲۰ سپتامبر ۱۹۷۳ کشف شد.
قدر مطلق سیارک برابر ۱۴٫۳۰ است.